# Pont aux Lions de Sofia
Le pont aux Lions (bulgare :; Lavov most) est un pont sur la rivière Vladaya dans le centre de Sofia, la capitale de la Bulgarie, construit en 1889 -1891 par l’architecte tchèque Václav Prošek, son frère Jozef et ses cousins Bohdan et Jiří.

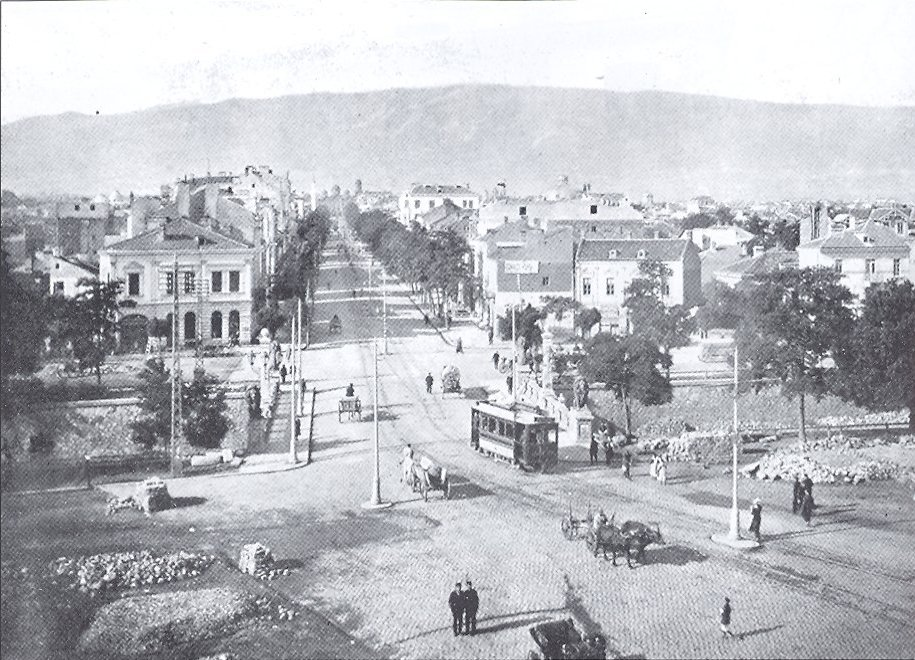
Le pont aux Lions et ses alentours en 1910